# Laura Maddaloni
Laura Maddaloni (Napoli, 11 aprile 1980) è una judoka, personaggio televisivo e personal trainer italiana.
È stata insignita due volte con il collare d'oro al merito sportivo e ha conquistato svariate medaglie partecipando a varie competizioni come Giochi del Mediterraneo, Mondiali militari e juniores, europei, International Tournaments, campionati italiani (sia juniores sia senior), Continental Championships e World Cups.
Nelle medie annuali della sua carriera ha raggiunto picchi di oltre l'80% di vittorie. Detiene il record di 15 ori nazionali consecutivi.

## Biografia
Si avvicina allo sport, in particolare al judo a due anni; a quattro anni è salita, in modo professionale, per la prima volta sul tatami allenata dal suo maestro, suo padre Giovanni Maddaloni. Successivamente entra a far parte delle Fiamme gialle.
A livello di campionati italiani debutta nel 1996 ai National Championships Juniors conquistando la medaglia d'oro, risultato ottenuto anche successivamente. Partecipa anche ai National Championships Seniors dove negli anni ottiene medaglie d'oro, d'argento e di bronzo.
Partecipa al Continental Championships Juniors dove conquista medaglie sia d'oro che di bronzo. Negli anni partecipa anche ai mondiali militari sia in Italia sia in Russia, conquistando le medaglie di bronzo ai World Military Championships.
Negli anni ha partecipato agli International Tournaments conquistando medaglie sia d'oro, sia d'argento che di bronzo. Partecipa, inoltre, a World Cups/Continental Open in competizioni quali Grand Prix e A-Tournament conquistando medaglie sia d'oro, sia d'argento che di bronzo.
Nel 2001 ha vinto la medaglia di bronzo nell'europeo a squadre e nel europeo per club, nei 57 kg.
Ha fatto parte della spedizione italiana ai Giochi del Mediterraneo di Almería 2005 in Spagna, dove ha vinto la medaglia di bronzo nel torneo dei -57 kg.
Nel corso della sua carriera è stata insignita due volte con il collare d'oro al merito sportivo, nel 2002 e nel 2003.
Nel 2014, insieme al marito Clemente Russo, intraprendono il progetto del Tatanka Club, si tratta di palestra di 1400 m² a Caserta. Nel 2015 sia lei che il marito annunciano l'uscita dalla gestione.
Nel 2019 insieme al marito Clemente Russo e ai fratelli ha fondato, dopo aver gestito due altri centri sportivi, il centro di alta specializzazione sportiva Clemente Russo and Maddaloni Brothers, la struttura di 1650 metri quadrati si trova a San Nicola la Strada, nelle vicinanze della Reggia di Caserta. La collaborazione termina nel 2022. Sempre nel 2022 Laura e Clemente decidono di fondare un centro sportivo unicamente di loro proprietà mantenendo la location precedente a San Nicola la Strada, nelle vicinanze della Reggia di Caserta.
Nel 2019 ha collaborato con il programma televisivo condotto da Barbara D'Urso Pomeriggio Cinque in onda su Canale 5 realizzando la rubrica In forma con Laura, spazio dove fornisce consigli e mostra esercizi per mantenersi in forma.
Dal 2019 è testimonial di dell'azienda di profumi "Edò parfum" per la quale realizza anche spot pubblicitari Emozioni senza fine. Sempre nel 2019 è complice de Le Iene in uno scherzo a suo marito Clemente Russo.
Nel 2020 realizza per il web il programma Lo sport mi ha cambiato la vita: storie di chi ce l'ha fatta e di chi cerca aiuto.
Nel 2021 è complice per Scherzi a parte di uno scherzo fatto a suo marito Clemente Russo.
Nel 2022 ha partecipato in coppia con il marito Clemente Russo alla sedicesima edizione de L'isola dei famosi, in onda su Canale 5 con la conduzione di Ilary Blasi.
Dal 2025 è testimonial della casa di moda "Marco Sepe", abiti di alta moda realizzati interamente made in Italy.
Nel 2025, in coppia con Giorgia Villa, ha partecipato come concorrente al  reality The Couple - Una vittoria per due, in onda su Canale 5 con la conduzione di Ilary Blasi.

### Vita privata
È figlia dell'allenatore di judo Giovanni Maddaloni e di Caterina Uliano come anche i fratelli Marco e Pino. Nel 2005 il padre intraprende un'altra relazione da cui nasce Serena, successivamente l'uomo adotta Bright. Tutti i figli seguono le orme del padre nel judo.
Nel 2005 in Spagna conosce il pugile Clemente Russo; i due si incontrano per la prima volta ad Almería ai XV Giochi del Mediterraneo, dove entrambi gareggiano e salgono sul podio. Successivamente la coppia si sposa il 29 dicembre 2008 a Cervinara. I due hanno tre figlie: Rosy, nata il 9 agosto del 2011, e le gemelle Jane e Janet nate il 12 giugno 2013. Il 3 dicembre 2017 la coppia si risposa a Napoli.

## Programmi televisivi
- Pomeriggio Cinque (Canale 5, 2019) - tutorial: In forma con Laura
- Le Iene (Italia 1, 2019) - complice scherzo
- Scherzi a parte (Canale 5, 2021) - complice scherzo
- L'isola dei famosi 16 (Canale 5, 2022) - concorrente
- The Couple - Una vittoria per due (Canale 5, 2025) - concorrente

## Web
- Lo sport mi ha cambiato la vita: storie di chi ce l'ha fatta e di chi cerca aiuto (2020)

## Palmarès
Principali gare disputate

### Giochi del Mediterraneo
| Anno | Competizione               | Sede             | Categoria | Risultato |
| ---- | -------------------------- | ---------------- | --------- | --------- |
| 2005 | XV Giochi del Mediterraneo | Spagna – Almería | -57 kg    | Bronzo    |

### World Military Championships
| Anno | Competizione                 | Sede                     | Categoria | Risultato |
| ---- | ---------------------------- | ------------------------ | --------- | --------- |
| 2001 | World Military Championships | Italia – Ostia           | U57       | Bronzo    |
| 2005 | World Military Championships | Russia – San Pietroburgo | U57       | Bronzo    |

### Continental Championships Juniors
| Anno | Competizione                  | Sede                | Categoria | Risultato |
| ---- | ----------------------------- | ------------------- | --------- | --------- |
| 1995 | European Junior Championships | Spagna – Valladolid | U48       | Oro       |
| 1996 | European Junior Championships | Monaco – Monaco     | U56       | Oro       |
| 1997 | European Junior Championships | Slovenia – Lubiana  | U56       | Bronzo    |
| 1997 | European Junior Championships | Slovenia – Lubiana  | U56       | Oro       |
| 1997 | European Junior Championships | Slovenia – Lubiana  | U56       | Oro       |
| 1998 | European Junior Championships | Romania – Bucarest  | U52       | Oro       |

### European Team Championships
| Anno | Competizione                | Sede               | Categoria | Risultato |
| ---- | --------------------------- | ------------------ | --------- | --------- |
| 2001 | European Team Championships | Spagna – Madrid    | U57       | Bronzo    |
| 2001 | European Team Championships | Spagna – Madrid    | U57       | Oro       |
| 2001 | European Team Championships | Spagna – Madrid    | U57       | Oro       |
| 2002 | European Team Championships | Slovenia – Maribor | U52       | Oro       |
| 2002 | European Team Championships | Slovenia – Maribor | U52       | Oro       |
| 2002 | European Team Championships | Slovenia – Maribor | U52       | Oro       |
| 2002 | European Team Championships | Slovenia – Maribor | U52       | Oro       |
| 2002 | European Team Championships | Slovenia – Maribor | U52       | Oro       |

### European Club Championships
| Anno | Competizione                | Sede               | Categoria | Risultato |
| ---- | --------------------------- | ------------------ | --------- | --------- |
| 2001 | European Club Championships | Spagna – Madrid    | U57       | Bronzo    |
| 2001 | European Team Championships | Spagna – Madrid    | U57       | Oro       |
| 2001 | European Team Championships | Spagna – Madrid    | U57       | Oro       |
| 2002 | European Club Championships | Slovenia – Maribor | U52       | Oro       |
| 2002 | European Club Championships | Slovenia – Maribor | U52       | Oro       |
| 2002 | European Club Championships | Slovenia – Maribor | U52       | Oro       |
| 2002 | European Club Championships | Slovenia – Maribor | U52       | Oro       |
| 2002 | European Club Championships | Slovenia – Maribor | U52       | Oro       |

### International Tournaments
| Anno | Competizione                 | Sede                | Categoria | Risultato |
| ---- | ---------------------------- | ------------------- | --------- | --------- |
| 1997 | Tre Torri Tournament         | Italia – Corridonia | U56       | Bronzo    |
| 1998 | Tre Torri Tournament         | Italia – Corridonia | U52       | Bronzo    |
| 2001 | Tre Torri Tournament         | Italia – Corridonia | U52       | Argento   |
| 2001 | International Tournament     | Italia – Alghero    | U52       | Bronzo    |
| 2002 | Tournoi de France des Jeunes | Francia – Marsiglia | U57       | Bronzo    |
| 2003 | International Tournament     | Italia – Alghero    | U57       | Oro       |

### National Championships Seniors
| Anno | Competizione          | Sede             | Categoria | Risultato |
| ---- | --------------------- | ---------------- | --------- | --------- |
| 1996 | Italian Championships | Italia – Ostia   | U56       | Bronzo    |
| 1997 | Italian Championships | Italia – Ostia   | U56       | Bronzo    |
| 1998 | Italian Championships | Italia – Ostia   | U52       | Bronzo    |
| 2000 | Italian Championships | Italia – Roma    | U57       | Oro       |
| 2000 | Italian Championships | Italia – Foligno | U57       | Oro       |
| 2001 | Italian Championships | Italia – Ostia   | U57       | Argento   |
| 2001 | Italian Championships | Italia – Roma    | U57       | Oro       |
| 2001 | Italian Championships | Italia – Roma    | U57       | Oro       |
| 2001 | Italian Championships | Italia – Roma    | U57       | Oro       |
| 2002 | Italian Championships | Italia – Napoli  | U52       | Oro       |
| 2003 | Italian Championships | Italia – Bergamo | U57       | Oro       |
| 2004 | Italian Championships | Italia – Torino  | U57       | Argento   |
| 2004 | Italian Championships | Italia – Roma    | U57       | Oro       |
| 2004 | Italian Championships | Italia – Roma    | U57       | Oro       |
| 2004 | Italian Championships | Italia – Roma    | U57       | Oro       |
| 2006 | Italian Championships | Italia – Roma    | U57       | Oro       |
| 2006 | Italian Championships | Italia – Pesaro  | U57       | Argento   |

### National Championships Junior
| Anno | Competizione              | Sede             | Categoria | Risultato |
| ---- | ------------------------- | ---------------- | --------- | --------- |
| 1996 | Italian Championships U21 | Italia – Ostia   | U48       | Oro       |
| 1996 | Italian Championships U21 | Italia – Bari    | U52       | Oro       |
| 1997 | Italian Championships U21 | Italia – Brescia | U56       | Oro       |
| 1998 | Italian Championships U20 | Italia – Ostia   | U57       | Oro       |
| 1999 | Italian Championships U20 | Italia – Ostia   | U57       | Oro       |

### World Juniors Championships
| Anno | Competizione                | Sede               | Categoria | Risultato |
| ---- | --------------------------- | ------------------ | --------- | --------- |
| 1996 | World Juniors Championships | Portogallo – Porto | U52       | Oro       |
| 1998 | World Juniors Championships | Colombia – Cali    | U52       | Oro       |
| 1998 | World Juniors Championships | Colombia – Cali    | U52       | Oro       |
| 1998 | World Juniors Championships | Colombia – Cali    | U52       | Oro       |

### World Cups/Continental Open
| Anno | Competizione                     | Sede               | Categoria | Risultato |
| ---- | -------------------------------- | ------------------ | --------- | --------- |
| 1998 | World Cups                       | Italia – Roma      | U52       | Oro       |
| 1998 | World Cups                       | Italia – Roma      | U52       | Oro       |
| 1998 | Grand Prix Città di Roma         | Italia – Roma      | U52       | 7         |
| 1999 | World Cups                       | Austria – Leonding | U57       | Oro       |
| 1999 | World Cups                       | Austria – Leonding | U57       | Oro       |
| 2001 | Grand Prix Austria 2001 Leonding | Austria – Leonding | U57       | Bronzo    |
| 2001 | World Cups                       | Austria – Leonding | U57       | Oro       |
| 2001 | World Cups                       | Austria – Leonding | U57       | Oro       |
| 2001 | World Cups                       | Austria – Leonding | U57       | Oro       |
| 2001 | Grand Prix Città di Roma         | Italia – Roma      | U57       | Bronzo    |
| 2002 | A-Tournament Sofia               | Bulgaria – Sofia   | U52       | Bronzo    |
| 2002 | World Cups                       | Austria – Leonding | U52       | Oro       |
| 2002 | World Cups                       | Austria – Leonding | U52       | Oro       |
| 2002 | World Cups                       | Bulgaria – Sofia   | U52       | Oro       |
| 2002 | World Cups                       | Bulgaria – Sofia   | U52       | Oro       |
| 2002 | World Cups                       | Bulgaria – Sofia   | U52       | Oro       |
| 2002 | World Cups                       | Bulgaria – Sofia   | U52       | Oro       |
| 2002 | A-Tournament Leonding            | Austria – Leonding | U52       | 5         |
| 2004 | A-Tournament Leonding            | Austria – Leonding | U57       | 7         |
| 2004 | World Cups                       | Austria – Leonding | U57       | Oro       |
| 2004 | World Cups                       | Austria – Leonding | U57       | Oro       |
| 2004 | World Cups                       | Austria – Leonding | U57       | Oro       |
| 2004 | A-Tournament Rome                | Italia – Roma      | U57       | 5         |
| 2004 | World Cups                       | Estonia – Tallin   | U57       | Oro       |
| 2004 | World Cups                       | Estonia – Tallin   | U57       | Oro       |
| 2005 | Super World Cup Hamburg          | Germania – Amburgo | U57       | 5         |
| 2005 | World Cups                       | Germania – Amburgo | U57       | Oro       |
| 2005 | World Cups                       | Germania – Amburgo | U57       | Oro       |
| 2005 | World Cups                       | Egitto – Il Cairo  | U57       | Oro       |
| 2005 | World Cups                       | Egitto – Il Cairo  | U57       | Oro       |
| 2006 | Super World Cup Tournoi de Paris | Francia – Parigi   | U57       | 7         |
| 2006 | World Cups                       | Francia – Parigi   | U57       | Oro       |
| 2006 | World Cups                       | Francia – Parigi   | U57       | Oro       |
| 2006 | World Cups                       | Francia – Parigi   | U57       | Oro       |
| 2006 | World Cups                       | Germania – Amburgo | U57       | Oro       |